# Tankāra
Tankāra är en ort i Indien.   Den ligger i distriktet Rājkot och delstaten Gujarat, i den västra delen av landet, 900 km sydväst om huvudstaden New Delhi. Tankāra ligger 64 meter över havet och antalet invånare är 10 175.
Terrängen runt Tankāra är platt. Runt Tankāra är det ganska tätbefolkat, med 144 invånare per kvadratkilometer. Det finns inga andra samhällen i närheten. Trakten runt Tankāra består till största delen av jordbruksmark.